# Septem Provinciae

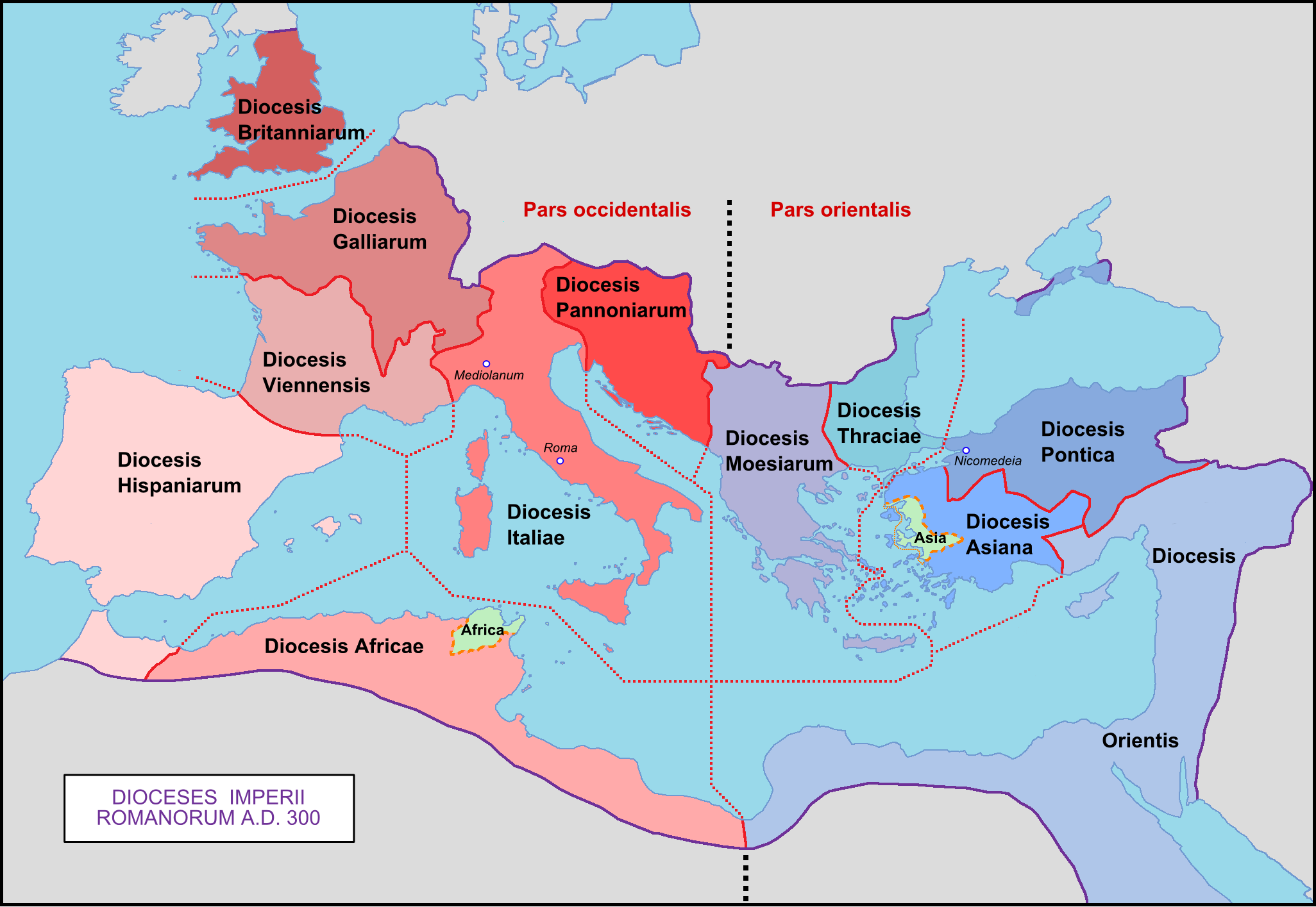
La diocesi dell'impero romano nel 300 d.C., in rosa scuro la diocesi viennese.

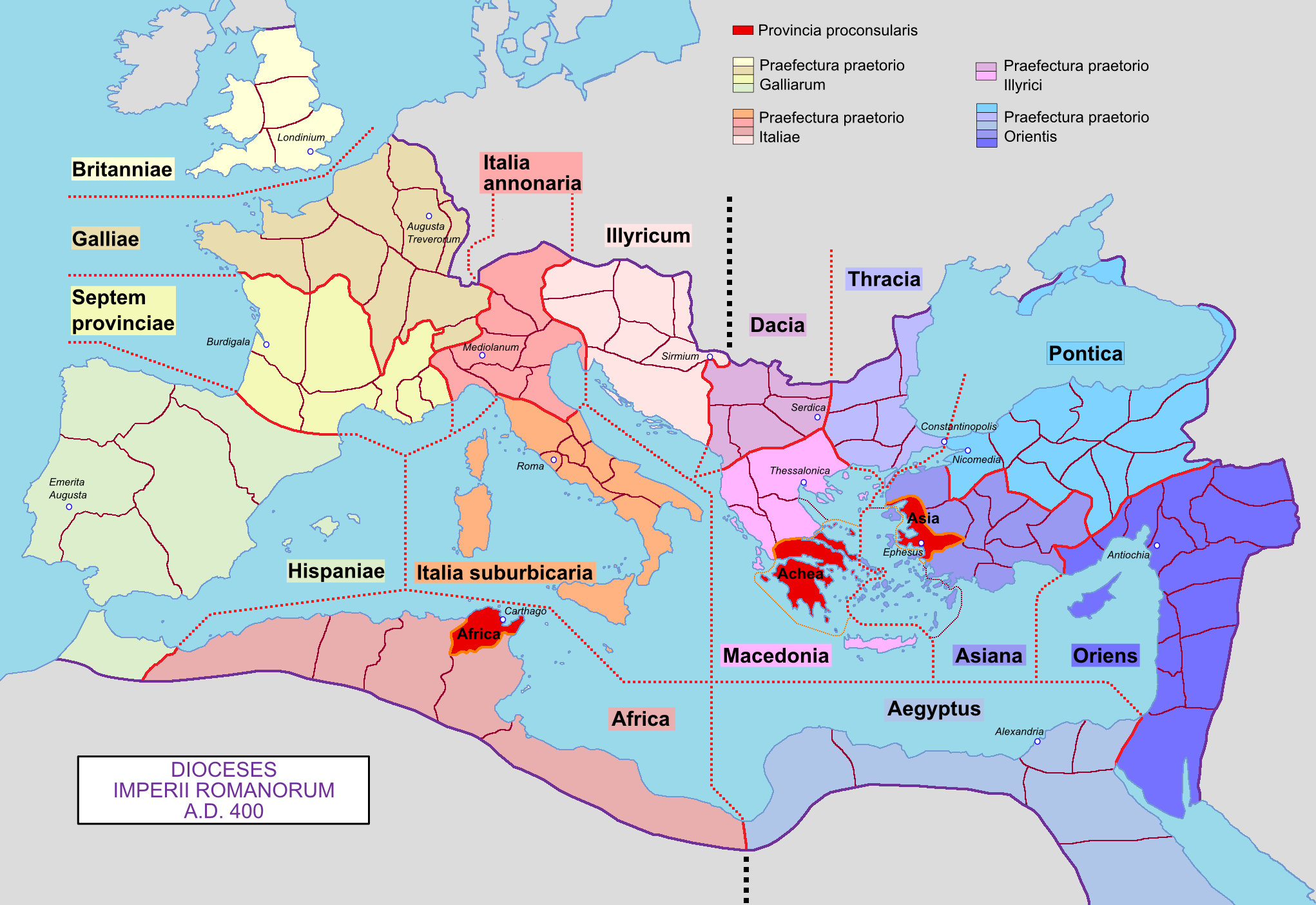
La diocesi dell'impero romano nel 400 d.C., in giallo paglierino la diocesi viennese.

La diocesi delle Sette Province (in origine diocesi di Vienne) fu una diocesi del tardo Impero romano sotto il comando della Prefettura del pretorio delle Gallie. Comprendeva l'Aquitania e parte della Narbonense, cioè la Francia a sud e a ovest della Loira, compresa la Provenza. Di fatto comprendeva le seguenti province: Aquitanica Prima, l'Aquitanica Secunda, la  Novempopulana (Aquitanica Tertia), la Narbonense Prima, la Narbonense Secunda, la Gallia Viennense e le Alpi Marittime. Secondo la Notitia Dignitatum, nel V secolo alla diocesi di Septem provinciae furono aggiunte le dieci province della diocesi della Gallia (che comprendeva quella parte di Gallia a nord della Loira).

## Storia
Questa diocesi fu creata dalle riforme di Diocleziano e Costantino I attorno al 314. Nel 407 Vandali, Alani e Svevi invasero la Gallia, devastandola, per poi passare in Spagna nel 409. Successivamente la diocesi subì il passaggio dei Visigoti di Ataulfo che nel 412 si stabilirono nella Gallia meridionale, ma furono poi costretti dal generale Flavio Costanzo dapprima a spostarsi in Spagna e successivamente a negoziare con l'Impero.
I Visigoti ricevettero il titolo di foederati da Roma affinché l'aiutassero contro i Vandali, gli Alani e gli Svevi in Spagna, e in cambio ebbero il permesso dall'imperatore Onorio nel 418 di insediarsi nell'Aquitania, attorno a Tolosa. Sebbene nominalmente soggetti a Roma, i Goti erano praticamente indipendenti, come l'ormai morente Impero romano d'Occidente riconobbe ufficialmente nel 475. I Visigoti, comunque, nel 418 controllavano due province (Aquitania e Novempopulana), mentre le altre cinque province della diocesi continuavano a obbedire completamente a Roma.
Nel 418 il regime di Costanzo, per ristabilire pacifiche relazioni con i proprietari terrieri della Gallia (alcuni dei quali avevano stretto buoni rapporti con i Visigoti, certamente non un buon segno per l'Impero, dato che ciò minava la fedeltà di tali proprietari a Roma), decise di ristabilire un concilio delle sette province, nelle quali si riunivano il prefetto del pretorio, i governatori civili e i proprietari terrieri. Sembra che all'epoca la diocesi delle sette province fosse l'unica parte della Gallia controllata effettivamente dal governo centrale, perché le province a nord della Loira o si erano staccate dall'Impero sotto la spinta autonomistica dei separatisti Bagaudi (in Armorica) o erano devastate dai barbari (come Franchi, Burgundi, Alemanni), e l'Impero poteva intervenire in queste regioni soltanto militarmente. Una conferma di ciò si ha anche dalla commedia del V secolo Querolus in cui si afferma che se si vuole vivere senza seguire le leggi di Roma non si deve far altro che trasferirsi a nord della Loira. Costanzo, comunque, sembra che cercò di ripristinare il dominio romano anche nelle regioni a nord della Loira, e in parte ci riuscì.
La regione dovette poi subire le spinte espansionistiche dei Visigoti, che tra il 425 e il 439 tentarono invano di impadronirsi di Arelate, venendo più volte sconfitti da Ezio, forte del sostegno dei suoi alleati Unni (che poi gli venne meno con l'ascesa di Attila). Nella seconda metà del V secolo il dominio romano nella Gallia meridionale venne meno, non solo per via dei Visigoti ma anche per la minaccia dei Burgundi. Nel 462 Ricimero cedette ai Visigoti anche la Narbonense Prima, per ottenere il loro sostegno contro il magister militum per Gallias ribelle Egidio, e la situazione non fece che peggiorare ulteriormente per Roma con l'ascesa al trono visigoto di Eurico (466). Questi comprese che l'Impero d'Occidente non aveva più motivo per esistere e, con l'appoggio dei proprietari terrieri romano-gallici e di alcuni funzionari dell'Impero in Gallia (tra cui il prefetto del pretorio Arvando), invase nel 469 le rimanenti province a sud della Loira. Sconfisse l'esercito romano condotto da Antemiolo, figlio dell'Imperatore Antemio, nel 471, e, nonostante la strenua resistenza di alcuni proprietari terrieri rimasti fedeli a Roma (tra cui Sidonio Apollinare), nel 476 aveva occupato tutta la diocesi, causando la sua fine.
Le terre della diocesi delle Sette Province fecero parte del Regno dei Visigoti, anche se ben presto i Franchi si impossessarono dell'Aquitania e così solo l'area costiera meridionale (Septimania) rimase ai Goti.